# 차오스
차오스(중국어 간체자: 乔石, 정체자: 喬石, 병음: Qiáo Shí, 한자음: 교석, 1924년 12월 ~ 2015년 6월 14일 )는 중화인민공화국의 정치가이다. 중국 상하이 출생이다. 통지대학을 졸업하였고, 가족으로는 부인과 1남 1녀가 있다.

## 생애
1940년 8월에 중국 공산당에 입당하였다. 국제 문제 전문가로, 정당 외교를 담당하는 중국공산당 중앙대외연락부 부장, 중앙판공청 주임, 중국공산당 중앙조직부 부장 등 당 중앙의 요직을 역임했다. 1985년에 위창성사건이 발생하면서, 교체된 천비셴(陳丕顕) 대신에 중앙정법위원회 서기가 되어, 중국공산당 중앙정치국 위원과 중국공산당 중앙서기처 서기를 겸임하면서 중국의 정치, 법률, 정보, 사법을 담당하였다.
1986년 부총리에 취임하였고, 1987년 중국공산당 중앙정치국 상무위원회 위원, 중앙서기처 제1서기, 중앙기율검사위원회 서기, 중앙정법위원회 서기가 되어 서열 제3위가 되었다. 1989년6월, 총서기에서 해임된 자오쯔양의 후계자로 물망에 올랐지만 결국 장쩌민이 되었다. 같은 해, 중앙당교 교장에 취임하였고, 1993년에는 전국인민대표대회 상무위원장에 임명되었다. 1998년에 정년인 70세를 넘었기 때문에 은퇴하였다.
2015년 6월 14일 오전 지병으로 인해 향년 92세의 나이로 별세하였다.

## 주요 이력
- 중국공산당 중앙서기처 서기후보（1982년 ~ 1985년）
- 중국공산당 중앙정치국 위원(1985년 ~ 1987년）
- 중국공산당 중앙정치국 상무위원회 상무위원（1987년 ~ 1997년）
- 전국인민대표대회 상무위원회 위원장（1993년 ~ 1998년）